# Fred Auckenthaler
Frédéric Louis Henri Oscar „Fred“ Auckenthaler (* 29. September 1899 in Lausanne; † 18. Februar 1946 in Mülhausen) war ein Schweizer Eishockeyspieler und Sportfunktionär.

## Karriere
Frédéric Auckenthaler begann seine Karriere beim von seinem Vater, Max Auckenthaler, gegründeten HC La Villa Lausanne. Ab 1923 spielte er für den HC Château-d’Oex, mit dem er 1924 die internationale Schweizer Meisterschaft gewann. 1924 nahm Fred Auckenthaler mit der Schweizer Eishockeynationalmannschaft an den Olympischen Winterspielen 1924 in Chamonix teil. Zudem vertrat er die Schweiz bei der Europameisterschaft 1923 und erzielte in vier Spielen ein Tor.
Parallel dazu war Auckenthaler, nachdem er sein Pädagogik-Studium an der Universität Lausanne abgeschlossen hatte, zwischen 1922 und 1925 erster Kanzler des Internationalen Olympischen Komitees (IOC) und ab 1923 zusätzlich dessen Schatzmeister. Dazu wurde er vom damaligen Präsidenten des IOC, Pierre de Coubertin, persönlich ernannt. 1925 beendete er seine Zeit beim IOC und zog nach London, wo er eine Britin heiratete. Später kehrte er in die Schweiz zurück und arbeitete als Lehrer für Französisch und Mathematik in Nyon. Er wurde Mitglied des Roten Kreuzes und war für die amerikanischen Soldaten in der Schweiz verantwortlich. Zwischen 1941 und 1944 war er Inspektor der deutschen Lager für alliierte Kriegsgefangene und nach dem Ende des Zweiten Weltkriegs sechs Monate lang Direktor des Flüchtlingslagers Saint-Cergue. Er starb nach kurzer Krankheit 1946 im französischen Mülhausen.